# 茲馬漢尼亞 (聶伯彼得羅夫斯克州)
47°50′51″N 34°22′53″E / 47.84750°N 34.38139°E
茲馬漢尼亞（羅馬化：Zmahannia）是烏克蘭中部的村莊，隸屬第聶伯羅彼得羅夫斯克州的尼科波爾區。該村距離帕哈爾和盧基伊夫卡2公里，海拔高度62米，2001年人口158。